# Кольмар (округ)
Кольмар (фр. Colmar) — упразднённый в 2015 году округ (фр. Arrondissement) во Франции, один из округов в регионе Эльзас. Департамент округа — Рейн Верхний. Супрефектура — Кольмар.
Население округа на 2006 год составляло 144 701 человек. Плотность населения составляет 217 чел./км². Площадь округа составляла всего 666 км². В 2015 году был объединён с округом Рибовилле в новый округ Кольмар-Рибовилле.

## Кантоны
До своего упразднения включал в себя кантоны:
- Андольсайм (центральное бюро — Андольсем)
- Кольмар-Нор (центральное бюро — Кольмар)
- Кольмар-Сюд (центральное бюро — Кольмар)
- Кайзерсберг (центральное бюро — Кайзерсберг)
- Лапутруа (центральное бюро — Лапутруа)
- Мюнстер (центральное бюро — Мюнстер)
- Нёф-Бризак (центральное бюро — Нёф-Бризах)
- Рибовилле (центральное бюро — Рибовилле)
- Сент-Мари-о-Мин (центральное бюро — Сент-Мари-о-Мин)
- Вендзенем (центральное бюро — Вендзенем)